# 佐藤和雄
佐藤 和雄（さとう かずお、1957年（昭和32年）8月5日 - ）は、日本の政治家。元東京都小金井市長（第17代）。現在は週刊金曜日編集者。

## 来歴
山口県吉敷郡阿知須町（現山口市）生まれ。山口県立宇部高等学校、早稲田大学政治経済学部卒業後、東京芝浦電気に入社。1983年朝日新聞社に転じ政治部次長、紙面委員等を務めた。また教育機関でも教鞭を執り、ブルッキングス研究所客員研究員、大阪大学大学院非常勤講師、鶴見大学文学部非常勤講師等を務める。1992年から小金井市（現在は同市前原町）に居住。
2011年4月24日に行われた小金井市長選挙に無所属で立候補。選挙戦では、焼却方式でないゴミ処理施設の建設、市民交流センター取得の是非を問う住民投票の実施、小金井市役所第2庁舎の賃貸契約延長見直しを公約に掲げていた。選挙チラシには、俳優・声優の麦人、元国立市長上原公子などが推薦コメントを寄せた。5回目の当選を目指した稲葉孝彦市長（自民・公明推薦）と、日本共産党の支持を受けた元日刊ゲンダイ記者の橋詰雅博を破り、初当選を果たした。4月27日付で市長就任。
※当日有権者数：91,924人 最終投票率：46.16%（前回比：pts）
| 候補者名 | 年齢 | 所属党派 | 新旧別 | 得票数   | 得票率 | 推薦・支持                 |
| -------- | ---- | -------- | ------ | -------- | ------ | -------------------------- |
| 佐藤和雄 | 53   | 無所属   | 新     | 18,765票 | 44.91% |                            |
| 稲葉孝彦 | 66   | 無所属   | 現     | 16,586票 | 39.69% | （推薦）自由民主党・公明党 |
| 橋詰雅博 | 60   | 無所属   | 新     | 6,435票  | 15.40% | （支持）日本共産党         |

しかし、小金井市長選における自身の公約や発言内容に周辺自治体の首長や小金井市議会が反発し、わずか半年で小金井市長を辞任に追い込まれた。後任には、4月の市長選で佐藤に敗れた稲葉孝彦前市長が返り咲きを果たした。市長辞任後は、小金井市政に関するニュースを中心に報道する非営利のインターネット新聞「こがねいコンパス」の編集長を務めた。また市町村長経験者から成る脱原発運動の団体「脱原発をめざす首長会議」の事務局長も務めている。ここで週刊金曜日記者で朝日新聞時代の同僚だった本田雅和から取材を受けた際、同誌に誘われ、2021年9月に入社した。

## 小金井市長として
- 小金井市議会においては、稲葉前市長を支持した自民・公明党系会派所属の市議は佐藤への対決姿勢を強め[5]、佐藤の任期中、副市長人事案が市議会で否決された[6]。佐藤市長の下では副市長が選任されなかったため、佐藤市長辞任後、後任の市長が選出されるまでは、小金井市企画財政部長が市長職務を代行した。
- 市長選で公約に掲げていた市民交流センター取得に関する住民投票は、条例案が市議会で可決される見通しが立たなかったため、結局実施されなかった。
- 市長選の選挙戦中、佐藤は、2007年に二枚橋焼却場が廃止されて以来自前のゴミ処理施設を持たない小金井市が、代替処理場の建設を検討せず、安易に周辺自治体にゴミ処理を委託するなどしたために、増加したゴミ処理の費用が4年間で20億円に上っていることを「無駄遣い」と批判していた。佐藤の当選後、小金井市議会でこの発言が問題視され、さらに、小金井市のゴミ処理を引き受けていた八王子市、府中市、昭島市の市長らも佐藤の発言に対し反発した。佐藤は周辺自治体に謝罪した上で従来通りのゴミ処理の支援を求めたが、新たなゴミの受け入れ先は見つからず、2011年11月15日で小金井市の可燃ゴミ処理搬出枠を使い切る見通しとなり、それ以降の搬出先も見つからないため、2011年11月1日には「ごみ問題について認識が甘かった」として12日付での市長辞職を表明した。辞職表明後の11月4日には一部のゴミを受け入れる処理施設が見つかったが、それも年末には使い切る見込みで問題の根本的解決とはならず、また、佐藤は在任中ゴミ処理問題にかかりきりになったため、ごみ問題以外の公約も実現することができなかった。

## 著書
- 「検証 日露首脳交渉―冷戦後の模索」（2003年、駒木明義共著、岩波書店）
- 「歴史は生きている 東アジアの近現代がわかる10のテーマ」（2008年、朝日新聞取材班、朝日新聞出版）